# Uranoscopus marmoratus
Uranoscopus marmoratus är en fiskart som beskrevs av Cuvier 1829. Uranoscopus marmoratus ingår i släktet Uranoscopus och familjen Uranoscopidae. Inga underarter finns listade i Catalogue of Life.